# Fojtsko
Fojtsko (německy Vogtland; výslovnost: IPA: [ˈfoːktˌlant],  poslech; latinsky Terra advocatorum) je historické území na rozhraní českého regionu Ašsko v okrese Cheb a tří německých svobodných států Bavorsko, Sasko a Durynsko. Historické označení Fojtsko/Vogtland pochází z dob, kdy bylo toto území spravováno fojty z Vidavy, Gery, Plavna a Krajce.

## Historie

### Německé Fojtsko

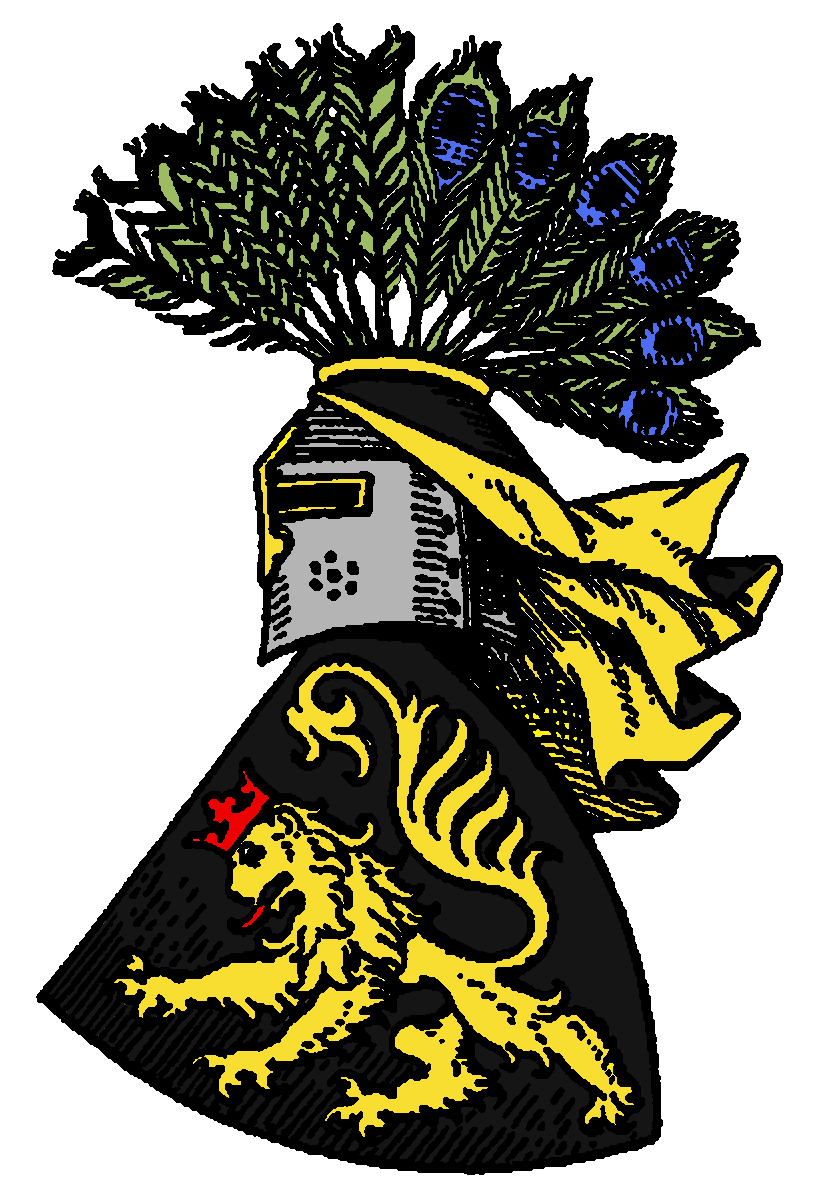
Znak fojtů z Vidavy

Historické Fojtsko (či Vogtlandsko) zasahovalo do tří německých historických zemí (Bavorsko, Sasko a Durynsko) a do dnešních Čech v okolí Aše. Název území pochází od fojtů (rychtářů, německy Vogt) měst Vidava (Weida), Gera, Plavno (Plauen) a Krajec (Greiz), jejichž správu zřejmě kolem roku 1180 svěřil císař Fridrich I. Barbarossa pánům z Vidavy. Spolu s tím jim propůjčil také fojtský titul (advocatus).
Postupně bylo území rozděleno na čtyři fojtství. Roku 1254 uzavřeli tito fojtové s míšeňským markrabětem smlouvu o spojenectví, ve které vystupovali společně. Ve svém dokumentu fojtové píší o zemi markraběte (terra marchionis) v protikladu o „naší zemi“ (terra nostra). Markrabě pro jejich území použil označení „terra advocatorum“, tedy země fojtů, Land der Vögte. V roce 1317 a později se pak objevovalo označení „woyte lande“ či v různých obměnách, a poté se ustálilo na podobě Vogtland, která je poprvé doložena k roku 1343.

### České Fojtsko
České Fojtsko (das böhmische Vogtland) má vztah k Ašsku, které bylo dlouho součástí Chebska (Egerland). Chebsko bylo původně součástí německé říše, ovšem ve 12. a 13. století se o něj vedly spory, bylo dáno nejprve jako věno a poté do zástavy české koruně, než se stalo trvale součástí Českého království. V souvislosti s nacionalistickými tendencemi v první polovině 20. století proběhly ještě pokusy o odtržení a v době druhé světové války spadalo pod správu německých úřadů.

## Nedávná historie a současnost

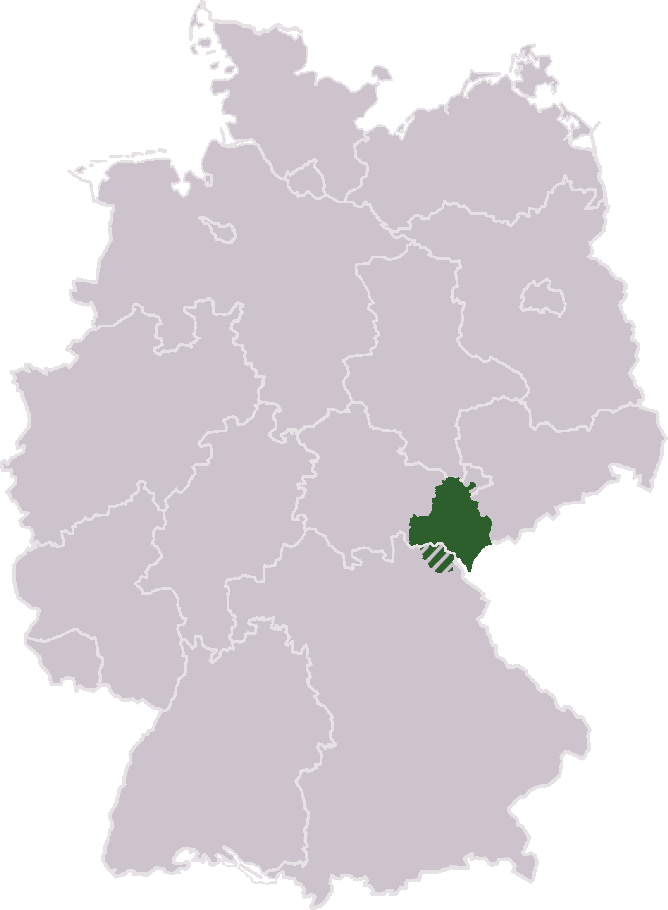
Poloha Fojtska (Land der Vögte) na mapě Německa

Německý Zemský okres Fojtsko vznikl 1. ledna 1996, spojením zemských okresů Auerbach, Klingenthal, Oelsnitz (Olešnice), Reichenbach a Plavno. Původně, podle návrhu zákona z roku 1992 měly vzniknout sjednocením dva zemské okresy: z okresů Plauen (Plavno), Oelsnitz (Olešnice) a z části okresu Klingenthal měl vzniknout „Elsterkreis“ (zemský okres Halštrov), a z okresů Auerbach, Reichenbach a druhé části okresu Klingenthal poté tzv. zemský okres „Göltzschtal“. Tento návrh zákona byl v roce 1993 přijat, ale kvůli protestům byl zrušen. Přijat a realizován byl až druhý návrh zákona z roku 1995, který navrhoval spojit všechny uvedené okresy do jednoho celku tak, aby vznikl jeden zemský okres s názvem Fojtsko (Vogtland).
V rámci saské krajské reformy z roku 2008 bylo až doposud samosprávné město Plavno včleněno 1. srpna 2008 do zemského okresu Fojtsko.